# Абсалон
А́бсалон или Аксель (дат. Absalon; ок. 1128, Фьеннеслев — 21 марта 1201, Сорё) — датский государственный, церковный и военный деятель, епископ Роскилле с 1158 г., архиепископ Лундский (глава датской церкви) с 1177 года. Советник датских королей Кнуда V и Вальдемара I.

## Воспитание

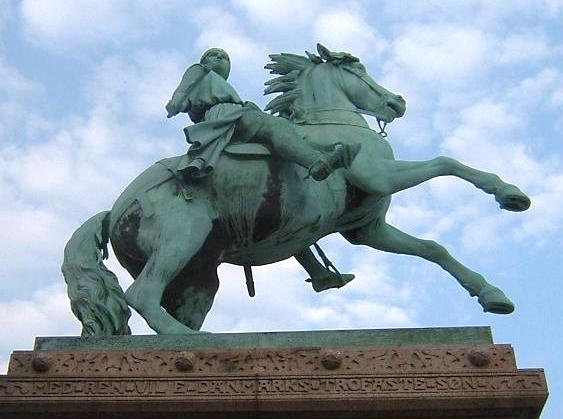
Статуя Абсалона в Копенгагене

Сын Ассера Рига (дат. Asser Rig), в чьём замке он и его брат Эсбьёрн (дат. Esbjørn) воспитывались вместе с юным принцем Вальдемаром, позже ставшим датским королём Вальдемаром I.
Рос в религиозной и образованной семье, основавшей в Сорё монастырь, который стал местным культурным центром. После получения начальных знаний дома Абсалон был отправлен для дальнейшего обучения в Париж. В Париже он изучал теологию и церковное право.
Абсалон участвовал в праздновании примирения трёх братьев-королей Свена III, Кнуда V и Вальдемара I в Роскилле в 1157 году. Он и Вальдемар чудом избежали смерти от рук убийц, предположительно подосланных Свеном III, и бежали вместе в Ютландию. Свен III последовал за ними, но был убит Вальдемаром при Грате-Хеде.

## Борьба со славянами

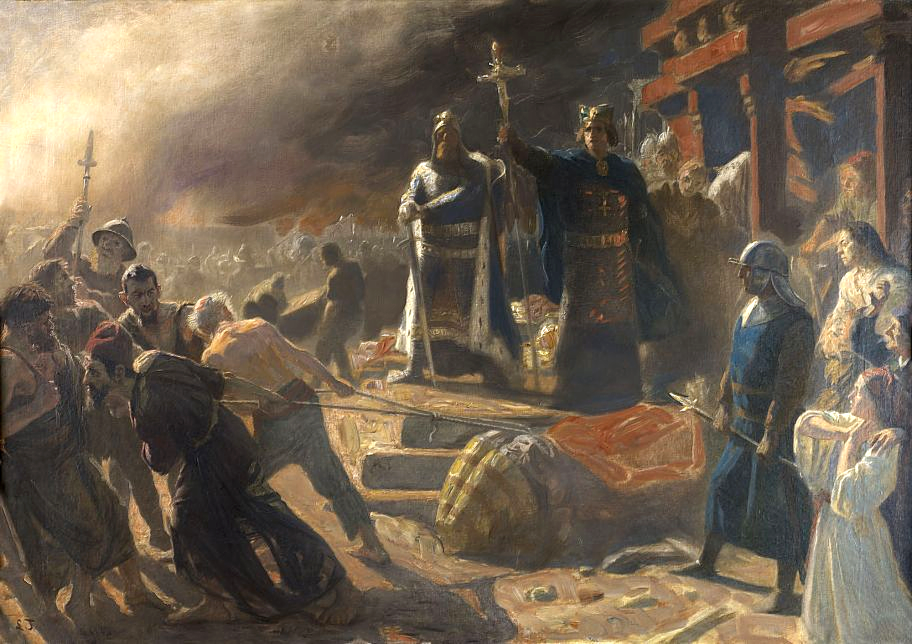
Епископ Абсалон уничтожает идол бога Святовита в Арконе в 1168 году. Картина художника Лаурица Туксена

После своего избрания в 1158 году епископом Роскилле Абсалон стал главным советником Вальдемара и способствовал проведению имперской политики, нацеленной на обеспечение Дании превосходства в Прибалтике. Абсалон намеревался очистить Северное море от племён вендов, населявших Балтийское Поморье (по-немецки Померания). Утверждалось, что их набеги на прибрежную Данию привели к тому, что к моменту воцарения Вальдемара одна треть королевства была опустошена и обезлюдела. Считая, что само существование Дании как королевства требовало подавления этих племён, Абсалон посвятил большую часть своей жизни решению этой задачи.
Первая экспедиция против вендов, которой руководил лично Абсалон, было проведена в 1160 году. Вальдемар вёл войну с руянами и в 1168 году, когда их главный город Аркона на острове Рюген с идолом бога Святовита капитулировал, руяне согласились принять датский сюзеренитет, началось их обращение в христианство. Аркона была разрушена, а святилище Святовита — уничтожено. На острове Абсалон основал 12 церквей, и Рюген вошёл в состав епископства Роскилле.
Уничтожение опорного пункта вендов позволило датчанам сократить свой флот. Но Абсалон продолжал пристально следить за обстановкой в Балтийском море и в 1170 году уничтожил другую крепость на острове Волин.
Последняя военная кампания Абсалона связана с уничтожением в 1184 году флота поморян, который атаковал датского вассала на острове Рюген. В результате этой кампании были покорены территории Померании и Мекленбурга. Затем он согласился передать командование армией и флотом герцогу Вальдемару (позже король Дании Вальдемар II) и полностью посвятил себя управлению «империей», которую он создал.

## Церковная и государственная деятельность

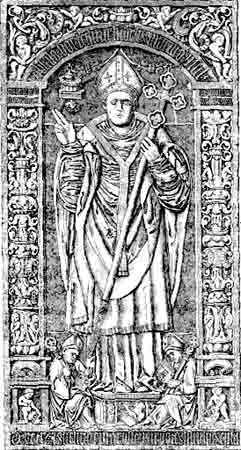
Могильная плита Абсалона в монастыре в Сорё

В этой сфере Абсалон также показал свои выдающиеся качества. Сначала он поддерживал союз Вальдемара I с германским императором Фридрихом I Барбароссой против римского папы Александра III. К 1167 году Абсалон и Вальдемар примирились с папой.
Позже целью его политики было освобождение от немецкого влияния. Вопреки его советам и предупреждениям Вальдемар I в 1162 году подтвердил свою вассальную зависимость от Фридриха I Барбароссы. Когда же в 1182 году на короновании Кнуда VI в Роскилле прибыл императорский посланник для получения феодальной присяги от нового короля, Абсалон яростно выступил против него.
Абсалон способствовал строительству новых церквей и монастырей в Дании, поддерживал деятельность религиозных орденов, таких, как ордены цистерцианцев и августинцев, основывал школы и многое делал для распространения культуры. В 1167 году руководил первым датским Синодом в Лунде. В 1177 году стал архиепископом Лундским. Был опекуном Кнуда VI и после вступления последнего на престол содействовал проведению независимой от Священной Римской империи политики. Был сторонником канонизации отца Вальдемара, Кнуда Лаварда.
В 1167 году около деревни Хавн (дат. Havn) построил замок в защиту от пиратов и окружил Хавн укреплениями. Позже замок развился в датскую столицу Копенгаген. Ещё в XIX веке датчане Копенгаген называли Аксельштадтом, по одному из имён епископа.
Абсалон умер в 1201 году в семейном монастыре, в городе Сорё.
Церковная и политическая деятельность Абсалона широко освещена современными ему хронистами, в частности, племянником Свеном Аггесеном, автором «Краткой истории датских королей», и секретарём Саксоном Грамматиком, автором «Деяний данов».